# Рудольф Абрагамчик
Рудольф Абрагамчик (нім. Rudolf Abrahamczik; 17 квітня 1920, Курцендорф — 4 грудня 1996, Іббенбюрен) — пілот люфтваффе, обер-лейтенант. Кавалер Лицарського хреста Залізного хреста.

## Нагороди
- Залізний хрест 2-го і 1-го класу
- Почесний Кубок Люфтваффе (21 вересня 1942)
- Німецький хрест в золоті (12 січня 1943) — як лейтенант 6-ї ескадрильї 2-ї групи 40-ї ескадри важких винищувачів.
- Лицарський хрест Залізного хреста (29 лютого 1944) - як обер-лейтенант 14-ї ескадрильї 5-ї групи 2-ї ескадри важких винищувачів Me-410 .